# Arenal, Huixquilucan
Arenal är en ort i Mexiko, tillhörande kommunen Huixquilucan i delstaten Mexiko. Arenal ligger i den centrala delen av landet och tillhör Mexico Citys storstadsområde. Orten hade 554 invånare vid folkmätningen 2010.